# Iljuschin Il-12
Die Iljuschin Il-12 (russisch Ильюшин Ил-12, NATO-Codename: Coach) war ein sowjetisches Verkehrsflugzeug mit zwei Kolbenmotoren. Es wurde ab 1943 als Ablösemuster für die Lissunow Li-2 entwickelt. Entgegen der ursprünglichen Planung wurde die Il-12 nicht mit einer Druckkabine ausgerüstet.

## Geschichte
Noch während des Zweiten Weltkriegs, ab etwa 1943, suchte der Chefkonstrukteur des OKB-240 Sergei Iljuschin, ohne dafür einen staatlichen Auftrag erhalten zu haben, nach einem moderneren und leistungsfähigeren Nachfolger für die Li-2, welche eine Lizenzversion der US-amerikanischen Douglas DC-3 war. Die Il-12 wurde zwar zum Teil von der Li-2 inspiriert, wies aber ihr gegenüber erhebliche konstruktive Unterschiede bei Fahrwerk, Tragflächen und Leitwerk auf, so dass sie eher ein gänzlich neuer Flugzeugtyp denn eine Weiterentwicklung der Li-2 war. Das ursprüngliche Projekt umfasste ein viermotoriges Flugzeug mit einer Druckkabine für bis zu 29 Passagiere und modifizierten M-88-Sternmotoren. Im Januar 1944 wurde es von staatlicher Stelle bestätigt, aber noch im selben Monat entschieden, nur zwei Dieselmotoren Tscharomski ATsch-3 mit je 1300 PS zu verwenden. Dazu mussten die Triebwerksgondeln umkonstruiert und die Pläne insgesamt überarbeitet werden. So wurde die Druckkabine weggelassen und die Anzahl der Passagiere auf 27 reduziert. Im Herbst 1944 wurde die Planungsphase abgeschlossen und der Bau eines Prototyps begonnen, der am 15. August 1945 seinen Erstflug absolvierte. Bei der Erprobung erwiesen sich die Dieselmotoren als nicht ausgereift und da nicht absehbar war, ob und wann sie für die Serienproduktion geeignet sein würden, entschied Sergei Iljuschin, diesmal den schon bewährten ASch-82 zu verwenden, der außerdem weniger Platz beanspruchte, wodurch der hintere Bereich der Triebwerksgondeln nun zur Aufnahme des Hauptfahrwerks dienen konnte. Die so modifizierte Il-12 flog am 9. Januar 1946 – anderen Angaben zufolge bereits am 7. Januar – mit Wladimir Kokkinaki erstmals. Bei den Tests ergaben sich Vibrationen, die aber durch Verwendung anderer Luftschraubenblätter beseitigt werden konnten. Nach Abschluss der Erprobung folgte vom 1. Juli bis 16. September 1946 die staatliche Abnahme und die Zulassung für eine Startmasse von 16.800 bis maximal 17.500 kg. Zu Beginn des Jahres 1947 schlossen sich Eignungstests bei der Aeroflot an, die keinerlei Probleme ergaben, so dass im folgenden Juni der reguläre Liniendienst begann. Zuvor war die Il-12 bei der traditionellen Luftparade am 1. Mai in Moskau-Tuschino der Öffentlichkeit präsentiert worden. Die Il-12 war der Ausgangspunkt für die Entwicklung der Il-14, deren Planung direkt nach dem Erprobungsabschluss begann.
Insgesamt wurden 663 Flugzeuge dieses Typs im Moskauer Werk Nr. 30 „Snamja Truda“ gebaut.

## Konstruktion
Die Il-12 ist als Tiefdecker in Ganzmetallbauweise konstruiert. Der Rumpf hat einen kreisförmigen Querschnitt und ist in Halbschalenbauweise gefertigt. Die dreiteilige Tragfläche in Schalenbauweise, bestehend aus dem Flügelmittelstück und zwei Außenflächen, ist zweiholmig ausgeführt, besitzt Trapezform und ebenso wie das Normalleitwerk freitragend. Für das Tragflügelmittelstück wurde das Profil Clark YH und für die Außenflügel das Profil Clark K-4 verwendet. An den Hinterkanten befinden sich hydraulisch betätigte Spaltklappen. Alle Steuerflächen haben eine Metallstruktur mit Stoffbespannung. Aufgrund einer unzureichenden Richtungsstabilität während der Testflüge wurde vor dem Seitenleitwerk ein Falschkiel hinzugefügt. Das Flugzeug hat ein Bugradfahrwerk mit Zwillingsbereifung der Haupträder. Geparkt wird das Flugzeug von einer Heckstütze gesichert. Angetrieben wird die Il-12 von zwei Sternmotoren Schwezow Asch-82FNW (2 × 1850 PS) mit Vierblatt-Verstellpropellern AW-9E-91. Bei späteren Modifizierungen wurden Enteisungssysteme für die Propeller, Fenster, Leitwerke und Motoren verwendet.

## Versionen
Neben der Normalversion für 27 Passagiere existierten auch Varianten für 18 bzw. 32 Passagiere.

Die Transportversion ist an der zweiflügligen Tür links zu erkennen.

Die Version Il-12D besaß auf dem Rumpf einen bewaffneten Drehturm.

Die Version Il-12T konnte 26 voll ausgerüstete Soldaten oder 30 Fallschirmspringer transportieren. In der Sanitätsvariante war der Transport von 16 Kranken auf Tragen und sechs sitzenden Kranken möglich.

## Einsatz
Ab 1947 wurde die Maschine im Liniendienst durch die sowjetische Fluggesellschaft Aeroflot eingesetzt. Die Il-12 war für 27 Passagiere oder bei entsprechend reduzierter Reichweite für bis zu 32 Fluggäste sowie vier Besatzungsmitglieder vorgesehen, diese Zahl wurde aber aufgrund mangelnder Motorleistung auf 21 Passagiere und nach einem Absturz bei Woronesch im Jahr 1949 auf 18 begrenzt, was aber 1954 auf Betreiben Iljuschins wieder rückgängig gemacht wurde. Hauptsächlich wurde die Il-12 in der Sowjetunion geflogen, unter anderem auch bei der Polarluftflotte. In einigen Exemplaren kam sie auch bei der tschechoslowakischen Fluggesellschaft ČSA, der polnischen LOT, der chinesischen CAAC, der bulgarischen TABSO und der rumänischen TAROM zum Einsatz.

## Zwischenfälle
Vom Erstflug 1946 bis zum Betriebsende 1970 kam es mit Iljuschin Il-12 zu 59 Totalschäden von Flugzeugen. Bei 49 davon kamen insgesamt 525 Menschen ums Leben. Diese Liste ist unvollständig und wurde erst begonnen (August 2017). Beispiele:
- Am 30. April 1953 musste eine Iljuschin Il-12P der Aeroflot (Luftfahrzeugkennzeichen CCCP-L1777) auf dem Flug von Moskau zum Flughafen Kasan im Anflug infolge eines Vogelschlags in der Wolga notgewassert werden. Die Notwasserung überlebten alle 23 Insassen, jedoch ertrank ein mit einem dicken Mantel bekleideter Fluggast später in dem Fluss.[6]

- Am 24. November 1956 stürzte eine Il-12B der tschechoslowakischen Fluggesellschaft CSA (OK-DBP), vermutlich wegen Triebwerksproblemen, 13 Kilometer nach dem Start vom Flughafen Zürich-Kloten, nur 500 m vom südlichen Ortsrand von Wasterkingen (Schweiz) entfernt, in eine landwirtschaftlich genutzte Fläche. Dabei starben alle 23 Passagiere und Besatzungsmitglieder.[7][8]

## Technische Daten
| Kenngröße               | Daten                                                               |
| ----------------------- | ------------------------------------------------------------------- |
| Besatzung               | 4–5                                                                 |
| Passagiere              | 18–32                                                               |
| Länge                   | 21,30 m                                                             |
| Spannweite              | 31,70 m                                                             |
| Höhe                    | 8,07 m                                                              |
| Flügelfläche            | 100,00 m²                                                           |
| Flügelstreckung         | 9,3                                                                 |
| Flügelpfeilung          | 2°                                                                  |
| V-Stellung              | 3°                                                                  |
| Fahrwerkspurbreite      | 8,00 m                                                              |
| Radstand                | 5,37 m                                                              |
| Leermasse               | 9.000 kg                                                            |
| Zuladung                | 8.000 kg                                                            |
| Nutzlast                | 3.000 kg                                                            |
| Startmasse              | 17.000 kg                                                           |
| Flächenbelastung        | 170,0 kg/m²                                                         |
| Leistungsbelastung      | 5,3 kg/PS                                                           |
| Antrieb                 | zwei 14-Zylinder-Sternmotoren ASch-82FNW mit je 1.361 kW (1.850 PS) |
| Höchstgeschwindigkeit   | 375 km/h in 2.000 m Höhe                                            |
| Reisegeschwindigkeit    | wirtschaftlich 300 km/h maximal 320 km/h                            |
| Landegeschwindigkeit    | 145 km/h                                                            |
| Steigleistung           | 5,0 m/s                                                             |
| Dienstgipfelhöhe        | 6.500 m                                                             |
| Reichweite              | normal 1.500 km maximal 1.900 km                                    |
| Start-/Landerollstrecke | 500 m / 700 m                                                       |